# Усово (Житомирская область)
У́сово (укр. Усове) — село на Украине, основано в 1905 году, находится в Овручском районе Житомирской области.
Код КОАТУУ — 1824287701. Население по переписи 2001 года составляет 157 человек. Почтовый индекс — 11126. Телефонный код — 4148. Занимает площадь 1,009 км².

## Адрес местного совета
11105, Житомирская область, Овручский р-н, с.Усово